# Лаодика VI
Лаодика VI (др.-греч. Λαοδίκη / Laodíkē; вторая половина II века до н. э., умерла в 115—113 году до н. э.) — селевкидская принцесса и правительница Понтийского царства.

## Биография

### Семья
Лаодика родилась в браке между ближайшими родственниками: братом и сестрой. Её отцом был правитель селевкидского государства Антиох IV Эпифан, а матерью — Лаодика IV. Так как этот брак был не первым для её матери, то Лаодика имела многочисленную родню, и в будущем двое её родственников побывали на престоле Эпифана — её родной брат Антиох V Евпатор и кузен Деметрий I Сотер, который стал царём после убийства Антиоха V. Когда в 152 году до н. э. в царстве появился самозванец из города Кизик Александр Балас, говоривший о том, что его отцом был Антиох IV Эпифан, то Лаодика VI поддержала его в борьбе с братоубийцей. Гераклид, брат Тимарха бывший казначей Антиоха IV Эпифана, изгнанный из Сирии Деметрием I Сотером, в 153 г. до н. э. привел Александра Баласа вместе с Лаодикой VI в Рим, чтобы обеспечить им в сенате поддержку для претензии на трон против Деметрия I Сотера. Поездка оказалась удачной для Александра Баласа и Лаодики VI. Претензии на престол были признаны Римским Сенатом, Птолемеем VI Филометором и др. Им было разрешено, как детям союзника римлян по решению Сената вернуться домой с военной поддержкой.

### Брак
После своей победы Александр выдал Лаодику за понтийского царя Митридата V Эвергета, правившего в 150—120 годах до н. э. За время брака она родила семерых детей: Лаодику Каппадокийскую, Митридата VI Евпатора, Митридата Хреста, Лаодику, Нису, Роксану и Статиру. Три вышеуказанных сестры погибли после захвата Понта Гнеем Помпеем в 63 году до н. э.

### Правление
Митридат V Эвергет был убит (отравлен) в 120 году до н. э. на пиру в собственной столице — городе Синопа. В своём завещании он указал на своих двух сыновей в качестве будущих царей Понта. Но так как они были несовершеннолетними, Лаодика управляла страной в качестве регента в период с 120 по 113 год до н. э.
Её фаворитом был младший сын Митридат Хрест. Опасаясь за свою жизнь, Митридат Евпатор бежал в Малую Армению, чей правитель Антипатр принял его под своё покровительство и в итоге завещал собственные владения. За это время его мать стала верным союзником Римской республики, и отдала им Великую Фригию.
Между 116—113 годами до н. э. Митридат Евпатор вернулся в Понт, и провозгласил себя царём. Он оставил в живых свою мать и брата. Лаодика VI погибла в тюрьме насильственной смертью, или была отравлена, или умерла в тюрьме от естественных причин. Хрест в 113 году до н. э. был убит за участие в заговоре против нового государя. После их гибели Митридат VI Евпатор устроил для них царские похороны.